# نايجل لوسون
نايجل لوسون (بالإنجليزية: Nigel Lawson)‏ هو صحفي ومحرر وسياسي بريطاني، ولد في 11 مارس 1932 في هامبستاد في المملكة المتحدة. ينتمي نايجل إلى حزب المحافظين.

## مناصب
- في الانتخابات العامة في المملكة المتحدة فبراير 1974 [الإنجليزية]‏، انتخب عضو البرلمان السادس والأربعون للمملكة المتحدة عن دائرة بلابي خلال فترته النيابية ‏ (28 فبراير 1974 – 20 سبتمبر 1974).
- في الانتخابات العامة في المملكة المتحدة أكتوبر 1974 [الإنجليزية]‏، انتخب عضو البرلمان السابع والأربعون للمملكة المتحدة عن دائرة بلابي خلال فترته النيابية ‏ (10 أكتوبر 1974 – 7 أبريل 1979).
- في الانتخابات العامة للمملكة المتحدة 1979 [الإنجليزية]‏، انتخب عضو البرلمان الثامن والأربعون للمملكة المتحدة عن دائرة بلابي خلال فترته النيابية ‏ (3 مايو 1979 – 13 مايو 1983).
- في الانتخابات العمومية للمملكة المتحدة 1983 [الإنجليزية]‏، انتخب عضو البرلمان التاسع والأربعون للمملكة المتحدة عن دائرة بلابي خلال فترته النيابية ‏ (9 يونيو 1983 – 18 مايو 1987).
- في الانتخابات العمومية للمملكة المتحدة 1987 [الإنجليزية]‏، انتخب عضو البرلمان الخمسون للمملكة المتحدة عن دائرة بلابي خلال فترته النيابية ‏ (11 يونيو 1987 – 16 مارس 1992).
- انتخب عضو مجلس الشورى البريطاني.
- انتخب الأمين المالي للخزينة [الإنجليزية]‏ (4 مايو 1979 – 14 سبتمبر 1981).
- انتخب وزير الدولة للطاقة ‏ (14 سبتمبر 1981 – 11 يونيو 1983).
- انتخب مستشار الخزانة (11 يونيو 1983 – 26 أكتوبر 1989).

## روابط خارجية
- نايجل لوسون على موقع IMDb (الإنجليزية)
- نايجل لوسون على موقع مونزينجر (الألمانية)
- نايجل لوسون على موقع إن إن دي بي (الإنجليزية)
- نايجل لوسون على موقع قاعدة بيانات الفيلم (الإنجليزية)